# Digitalis micrantha
Espèce
La digitale du Sud (Digitalis micrantha) est une espèce de plantes qui pousse spontanément dans les régions montagneuses de la Corse. Vu qu'elle développe des glucosides à propriétés cardiotoniques et diurétiques analogues à ceux de la digitale pourpre, elle a une action et des applications semblables.

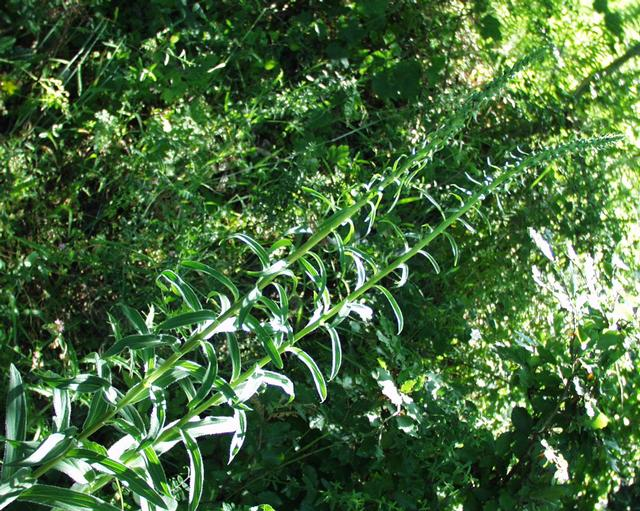
Digitalis micrantha.